# Пономаренко, Георгий Григорьевич
Гео́ргий Григо́рьевич Пономаре́нко (15 декабря 1939 г.) — украинский политик.
Член КПУ с 1964 г., уполномоченный представитель фракции коммунистов с 05.2002 г., член Комитета по вопросам бюджета с 06.2002 г., председатель Центральной контрольной комиссии КПУ с 10.1997 г., представитель КПУ в ЦИК с 2002 г.
Родился 15 декабря 1939 г. в с. Куриловка Купянского р-на Харьковской области.
Образование высшее, в 1960 г. окончил Антрацитовский горный техникум, в 1968 г. — Луганский машиностроительный институт, инженер-механик, в 1978 г. — ВПШ при ЦК КПУ.
03. по 09.1960 г. — подземный рабочий, горный мастер шахты «Новодружевская» Луганской области. В 1960-1963 гг. — служба в армии. В 1963-1968 гг. — студент Луганского машиностроительного института. В 1968-1970 гг. — инженер-конструктор, мастер машиностроительного завода г. Верхнеднепровск. В 1970-1978 гг. — инструктор, заведующий промышленно-транспортного и организационного отделов Верхнеднепровского РК КПУ, слушатель ВПШ при ЦК КПУ. В 1978-1991 гг. — инструктор Днепропетровского облисполкома и ОК КПУ, инструктор, заведующий сектором государственных и общественных организаций ЦК КПУ. В 1991-1992 гг. — ведущий специалист, заместитель управляющего, управляющий делами Государственного комитета Украины по содействию малым предприятиям и предпринимательству. В 1992-1994 гг. — заместитель управляющего, управляющий делами Украинского фонда поддержки предпринимательства. В 1994-1998 — главный консультант фракции коммунистов Украины, Секретариат ВР Украины.
Народный депутат Украины 3 созыва с 03.1998 г. по 04.2002 г. от КПУ. Член Комитета по вопросам государственного строительства, местного самоуправления и деятельности советов с 07.1998 г., уполномоченный представитель фракции КПУ с 10.1998 г.
Народный депутат Украины 4 созыва с 04.2002 г. от КПУ.